# ヴェステルイェトランド級潜水艦
ヴェステルイェトランド級潜水艦（スウェーデン語: Västergötlandsklass、公称艦型A17）はスウェーデン海軍が運用する通常動力型潜水艦の艦級。
本級は、先行するネッケン級の改良型として開発され、シェーオルメン級の後継として、4隻が1987年から1990年にかけて就役した。潜舵はX字型配置とされ、400mm魚雷発射管が1門増やされている。
1番艦ヴェステルイェトランドと2番艦ヘルシングランドは予備編入の後、熱帯地方での運用のための改修を施された上でシンガポール海軍へ売却され、近代化改修完了後の2011～2013年にアーチャー級として就役した。
また、3番艦セーデルマンランドと4番艦エステルイェトランドは、2003年から2004年にかけて、スターリングエンジンによる非大気依存推進（AIP）能力を付与されるなどの改修を受けており、これら2隻は、セーデルマンランド級とも呼ばれている。

## 同型艦
| スウェーデン海軍                         | スウェーデン海軍 | スウェーデン海軍 | スウェーデン海軍 | スウェーデン海軍 | その後                                 | 再就役後    | 再就役後                 | 退役 |
| 艦名                                     | 進水             | 竣工             | 就役             | 就役先           | その後                                 | 再就役      | 艦名                     | 退役 |
| ---------------------------------------- | ---------------- | ---------------- | ---------------- | ---------------- | -------------------------------------- | ----------- | ------------------------ | ---- |
| ヴェステルイェトランド HMS Västergötland | 1983年 1年10日   | 1986年 7月19日   | 1987年 11月27日  | 第1潜水 小艦隊   | シンガポール海軍 · に売却(2005〜8年)   | 2013年 4月  | ソーズマン RSS Swordsman |      |
| ヘルシングランド HMS Hälsingland         | 1984年 1月1日    | 1987年 8月31日   | 1988年 10月20日  | 第1潜水 小艦隊   | シンガポール海軍 · に売却(2005〜8年)   | 2011年 12月 | アーチャー RSS Archer    |      |
| セーデルマンランド HMS Södermanland      | n/a              | 1988年 4月12日   | 1989年 4月21日   | 第1潜水 小艦隊   | セーデルマンランド級 に改修(2003〜4年) |             |                          |      |
| エステルイェトランド HMS Östergötland    | n/a              | 1988年 12月9日   | 1990年 1月10日   | 第1潜水 小艦隊   | セーデルマンランド級 に改修(2003〜4年) | 2021年      |                          |      |